# Узимање талаца у Марчегу
Узимање талаца у Марчегу се десило 28. септембра 1973. године од стране Палестинаца у овом доњоаустријском градићу Марчег на граници са Словачком.

## Позадина
Совјетски јевреји који би емигрирали у Израел су од 1965. били довожени железницом из Москве у замак Шенау у Доњој Аустрији где је за њих направљен транзитни камп. У том кампу су их примали представници Израела, били су прегледани, а касније, под условом да је жеља за селидбом заиста постојала, су слани на аеородром у Бечу, где су стављани на летове за Израел. Совјетски емигранти су појединачно одлучивали да ли ће наставити пут за Израел или ће остати у Европи. Свакој емиграцији у Израел су се Палестинци противили, јер су јачали израелске снаге у региону, што је занчило оптерећивање палестинских.

## Хроника догађаја
Дана 28. септембра 1973. два палестинска терориста су на граничној станици Марчег за таоце узели пет јеврејских емигранта и једног аустријског цариника, које су узели уз претњу оружјем из воза који је долазио из Совјетског Савеза. Два таоца су успут успела да побегну. Када су са отетим возом стигли у Беч, ушли су у Волксвагенов транспортер и кренули су у правцу бечког аеродрома. Терористи су од власти тражили затварање замка Шенау за јеврејске емигранте и забранак њиховог проласка кроз Аустрију, као и авион који ће их заједно са таоцима одвести у неку арапску земљу на Блиском истоку.
Савезна влада коју је предводио тадашњи канцелар Аустрије Бруно Крајски је истог дана издала саопштење у којима су одобрени ти захтеви. Објашњење за овакав поступак је био следећи:
„Савезна влада је одлучила на ванредном савету министара који се одржао 28. септембра 1973. да се одобре досадашњи захтеви, као што је смештај у кампу Шенау, узевши у обзир чињеницу да је безбедност совјетских држављана који долазе из Совјетског Савеза и који желе да емигрирају у Израел угожен на њиховом путовању кроз Аустрију, сада и у будућности“
Таоци су пуштени 29. септембра после преговора који су трајали неколико сати. Терористи, који су себе називали члановима as-Sa'iqa (орао палестинске револуције), су два пилота, који су се добровољно пријавили за овај посао, одвезли у Либију, а уз пут су се заустављали и у Дубровнику, Сицилији, Сардинији и Малти.

## Последице отмице
Иако је сама отмица таоца прошла без крвопролића, влада Аустрије, а посебно Бруно Крајски је стављен под оштре критике, нарочито од стране Израела, зато што је испунио терористиче захтеве. Израелска премијерка Голда Меир је отпутовала у Беч после само три дана и захтевала је 2. октобра 1973. укидање баријере замку Шенау. Крајски је одбио овај захтев са аргументом да је замак Шенау и пре био под утицајем претњи. Меир је после овог састанка изјавила да је Крајски није понудио ни са чашом воде док је била код њега на састанку.
Транзитни камп Шенау је затворен 12. децембра 1973. године. Као замена за танзитни камп узето је село Велерсдорф и уз помоћ црвеног крста Доње Аустрије, опремљен је за избеглице и остале путнике. Као резултат других терористичких догађаја у Европи у замку Шенау се налазила команда аустријске жандамерије привремено од 18. децембра 1973. до 1. септембра 1974. и поново од 14. фебруара 1978. до 17. октобра 1992.